# Rio Alzette

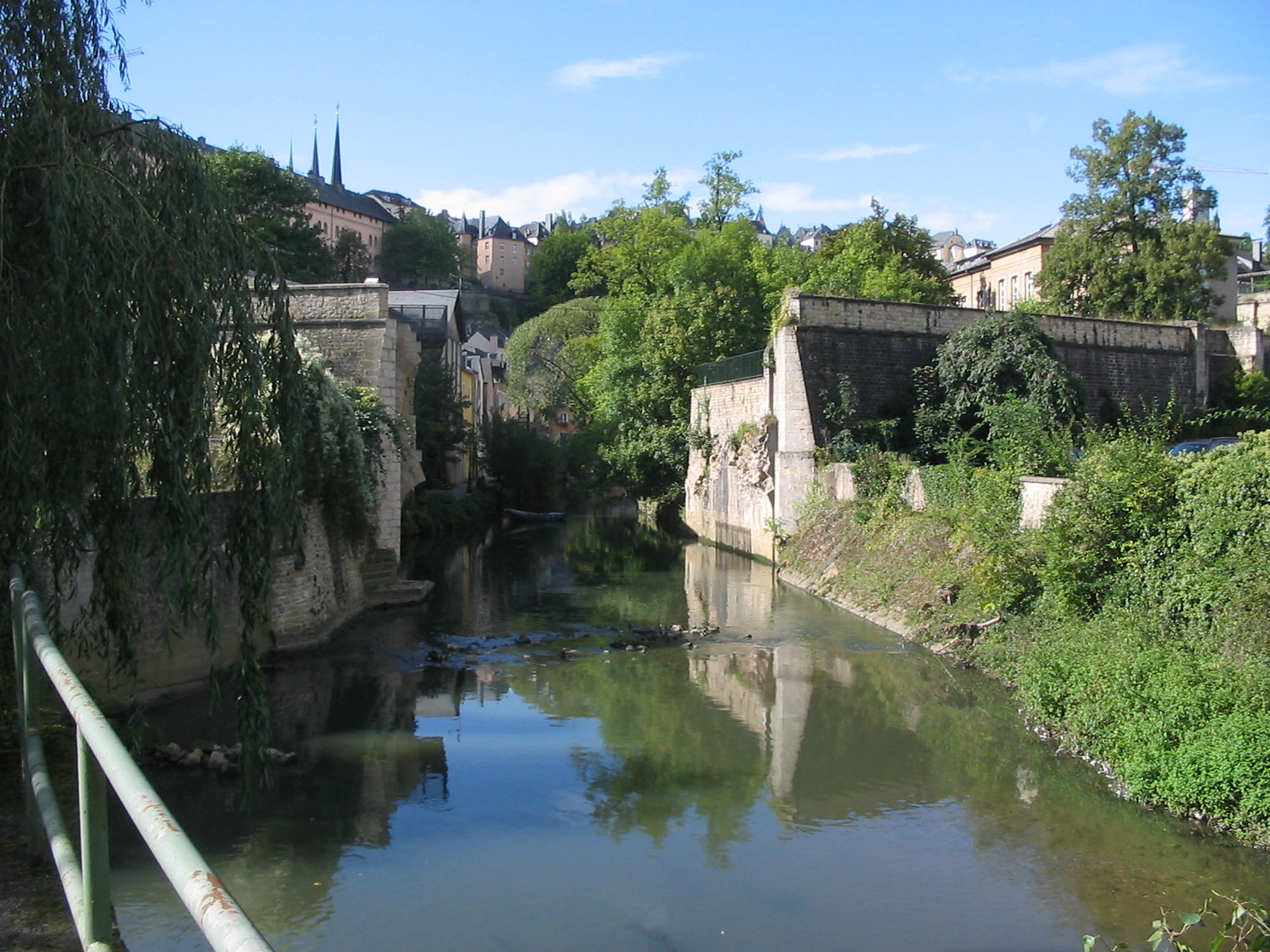
O rio Alzette, na Cidade de Luxemburgo.

Alzette (em luxemburguês: Uelzecht; alemão: Alzig) é um rio de cerca de 73 km de extensão, situado entre o Luxemburgo e a França. É afluente do rio Sûre.
Nasce em Thil, perto de Villerupt, em França. Depois cruza a fronteira com Luxemburgo e, em Lameschmillen, próximo de Bergem, junta-se ao rio Mess. Desagua no rio Sûre após Ettelbruck.